# 漢沽区

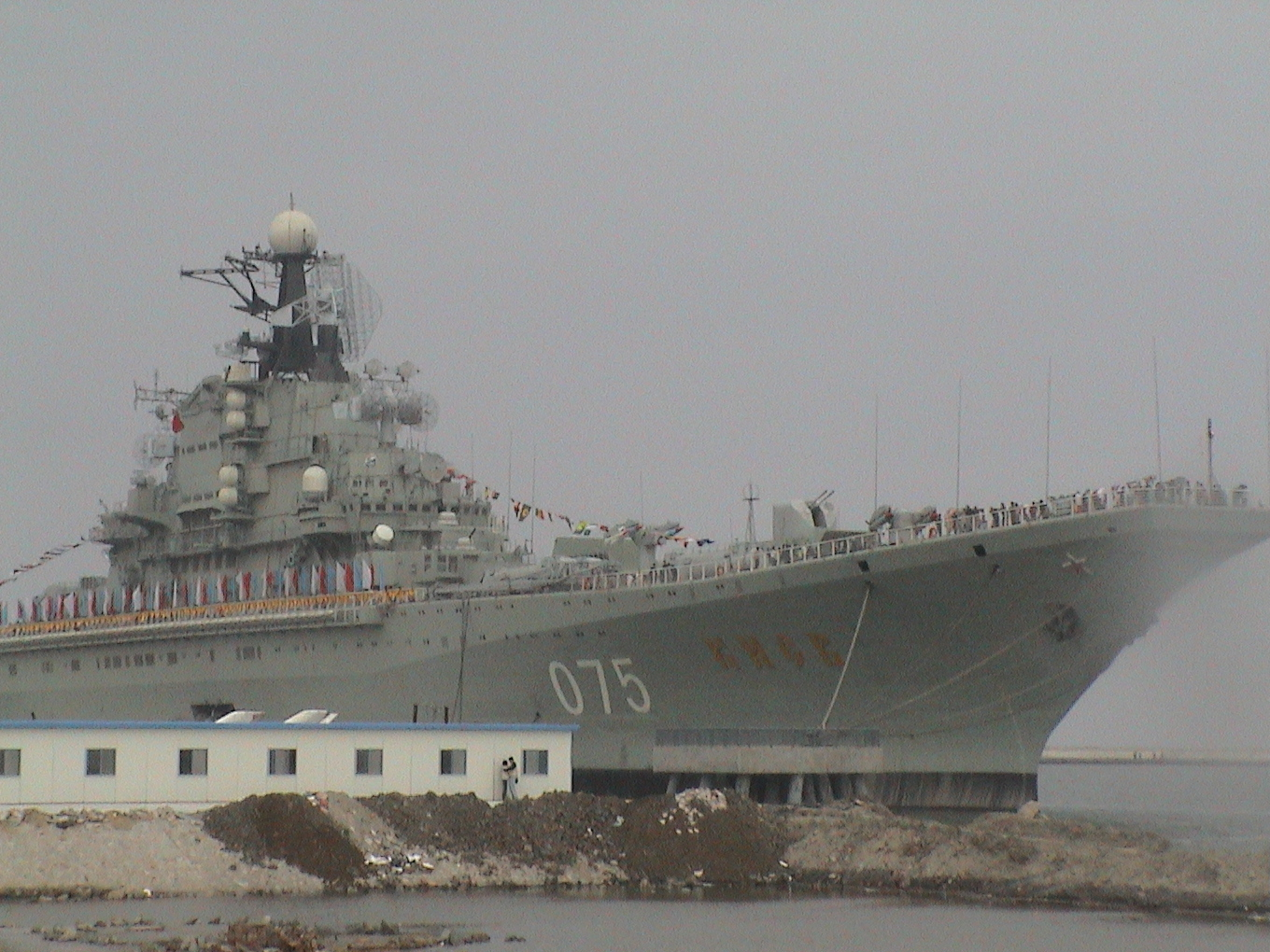
天津航空母艦テーマパーク・旧ソ連空母「キエフ」

漢沽区（かんこく、ハングーく、拼音: Hàngū）は中華人民共和国天津市にかつて存在した市轄区。

## 地理
漢沽区は天津市東部、渤海沿岸に位置している。

## 歴史
1948年（民国37年）に設置された漢沽特区を前身とする。1949年に特区は廃止となり漢沽鎮とされたが、1954年に漢沽市に、1958年には漢沽区に昇格している。1960年の区政廃止では漢沽市とされたが、1962年に再び漢沽区とされた。2009年10月21日、塘沽区、漢沽区、大港区の三市轄区は合併し、新たに副省級区である浜海新区が設置された。

## 行政区画
廃止直前の行政区画は下記の通り。
- 漢沽街道
- 寨上街道
- 河西街道
- 天化街道
- 塩場街道
- 大田鎮
- 楊家泊鎮
- 茶淀鎮
- 営城鎮